# Велика прогулянка (фільм, 2022)
Велика прогулянка — український комедійний фільм 2022 року.

## Сюжет
Сюжет комедії розгортається навколо двох абсолютно різних сімей: працівників культури Драгоманових та районних бізнесменів Наливайченків. Теплими весняними вихідними вони вирішують традиційно вибратися «на шашлики» — доля зводить їх на одній галявині, котру кожна з сімей вважає «своєю». Між ними розпалюється суперечка, яка переростає у гротескну «війну» за місце під мангал. Несподівано з’являється і третій претендент — утікач-корупціонер, що сховав свої гроші на цій же галявині та бере молодших дітей наших сімей у заручники — він вимагає повернути гроші, які зникли зі схованки.

## У ролях
- Юрій Ткач
- Олена Кравець
- Олексій Завгородній
- Андрій Ісаєнко
- Ірина Гатун
- Маргарита Крупіна-Біньковська
- Ілля Паладін
- Вєроніка Лук’яненко
- Алєкс Березовський
- Михайло Жонін
- Валерій Швець
- Владислав Пісаренко
- Олексій Тритенко

### Камео
- Вєрка Сердючка & мама
- Андрій Пятов
- Євген Коноплянка

## Реліз
Фільм знято на замовлення «ТРК Україна», що припинив своє мовлення 22 липня 2022 року. Кінострічка не вийшла на екрани 24 лютого 2022 року через початок російського вторгнення в Україну, але 11 липня 2022 року власник телеканалу Рінат Ахметов вийшов з медійного бізнесу, через закон про олігархів, анульовання ліцензії та припинення мовлення. Однак, показ телетрансляції фільму передали телеканалу «1+1», та кінопрем'єра стрічки відбулася 5 жовтня 2023 року, а телепрем'єра — 1 вересня 2024 року.
Допрем'єрний показ стрічки «Велика прогулянка» перед повномасштабним вторгненням став поштовхом  до написання одноіменної п'єси режисерки Олесі Моргунець-Ісаєнко, яку було представлено на театральному фестивалі «Митниця».